# Claude Ryf
Claude Ryf (Lausanne, 18 maart 1957) is een Zwitsers voetbalcoach en voormalig voetballer die speelde als verdediger.

## Carrière
Ryf speelde eerst bij FC Renens maar stapte in 1978 over naar Lausanne-Sport. Met hen pakte hij de beker in 1981, maar de twee landstitels die hij in 1987 en 1988 veroverde waren met Neuchâtel Xamax, dezelfde jaren veroverde hij ook de supercup.
Hij speelde 13 interlands voor Zwitserland, waarin hij niet tot scoren kwam.
Na zijn spelers carrière begon hij als coach van o.a. Étoile Carouge, Yverdon-Sport FC, FC Baden, BSC Young Boys, FC Wil 1900 en Neuchâtel Xamax. In 2006 ging hij aan de slag bij de Zwitserse voetbalbond als jeugdcoach waar hij doorheen de jaren verschillende jeugdteams trainde.

## Erelijst
- Lausanne-Sport
  - Zwitserse voetbalbeker: 1981
- Neuchâtel Xamax
  - Landskampioen: 1987, 1988
  - Zwitserse supercup: 1987, 1988